# Àngel Valbuena i Prat
Àngel Valbuena i Prat (Barcelona, 1900 – Madrid, 1977) va ser un escriptor i professor de literatura català. Va ser professor a la Universitat de La Laguna i la Universitat de Barcelona abans de ser depurat pel franquisme.

## Biografia
Va ser un erudit molt notable que, a més de les tasques universitàries, va cultivar amb encert la literatura. El 1928 va passar a Puerto Rico, proposat per la Junta d'Ampliació d'Estudis, per dictar a la Universitat de Río Piedras un curs de Literatura espanyola. El 1929, a la Universitat de Puerto Rico, va desenvolupar tres cursos; un, sobre Història de la llengua espanyola; una altra, sobre Història del teatre (Calderón), i una altra, Història de l'Art espanyol.
Notable conferenciant, cal anotar entre les seves principals dissertacions: Nueva poesia española, en la Universitat; Los cuatro momentos de la poesia contemporanea española; Cervantes en la aurora del barroco, i Lo popular y lo culto en la nueva poesia española, pronunciats en el mateix centre docent; La comedia y el sueño de la vida en la época de Calderón, i El espiritu religioso de la pintura española del siglo XVII, que donà en la institució cultural española; la que pronuncià en la Central High School vers Siete poetas nuevos españoles:
Basterra, Salinas, Guillén, Lorca, Alberti, Diego, Dámaso Alonso y su influencia i la que va donar en la High School, de Rio Piedras sobre Los prosisteas de la nova literatura espanyola. Com a notable erudit es poden recordar les seves edicions dels Autos sacramentales de Calderón, diversos volums de Mira d'Amescua i un pròleg sobre Cubillo de Aragón, a les edicions de Clásicos olvidados, li van valer grans elogis de la crítica i un lloc destacat entre els escriptors dedicats a aquestes qüestions.

També el 1927 va publicar una novel·la Teòfil, que pel que sembla va ser comentada favorablement per la crítica. De la que va fer E. Gómez de Baquero, extractem els següents paràgrafs 
| « | <Ha publicat, diu, una novel·la, Teófilo, que respon a l'afany del detall psicològic, tan estès en aquest domini literari (el de l'erudició), i potser també a la temptació de les confessions i de l'examen interior que assalta als literats joves... i de la narració; però, així mateix, defectes que declaren a l'experiència del novel·lador...Amb tot Teòfil no és una obra del munt. S'hi veu una personalitat literària encara no formada, però prometedora. Val més una obra en què hi ha parcials encerts, trets d'un temperament literari i de la visió del novel·lista, que un llibre fabricat d'acord amb patró, sense defectes aparents, però insípid i fred, com una imitació a un simulacre de Literatura. | » |

Valvuena Prat, que va néixer a Catalunya, encara que se'n va educar fora, va guanyar la càtedra de Literatura de l'Institut Maragall i al cap de poc temps el 1931 la mateixa matèria de la Universitat de Barcelona, i que va exercir durant diversos anys.
Va ser autor d'una altra novel·la: 2 ÷ 4, cualificada per diversos crítics de pirandelliana, que aparegué unida a dos assaigs dialogats: Los caminos del hombre i Hacía Don Juan. El 1930 aparegueren dues obres crítiques: Literatura dramática española (Editorial Labor, Barcelona), i La poesía española contemporánea (C. I. A. P. Madrid).
Al cap de pocs mesos de residir a Barcelona feia conferències en correcte català i demostrava conèixer des de temps la literatura de Catalunya.
Va publicar un nou estudi sobre Calderón de la barca i una edició de dues de les seves comèdies. Va col·laborar a la revista Mirador i va llegir diverses conferències en llengua catalana.
Va publicar diversos assajos i crítiques literàries: Literatura dramática española (1930), Calderón (1941), Historia del teatro español (1956) i Estudios de literatura religiosa española (1964). La seva obra més important és possiblement una Historia de la literatura española (1937), publicada en tres volums i amb diverses reedicions.